# La rosa de los vientos (revista literaria)
 La Rosa de los Vientos, revista literaria. (1927-1928)
Revista literaria de carácter vanguardista surgida en Tenerife en abril de 1927. Inspirada en "Revista de Occidente", de José Ortega y Gasset, adquirió notable relevancia en el panorama literario canario y español. Fue su fundador y primer Director, el ensayista Juan Manuel Trujillo Torres, siendo sus principales colaboradores Agustín Espinosa García, Ángel Valbuena Prat, Elías Serra Ráfols y Ernesto Pestana Nóbrega. De la Revista se publicaron cinco ejemplares (Los n.º. 1 a 4 en abril, mayo, junio y diciembre de 1927 y el n.º. 5 en enero de 1928). Los tres primeros números fueron editados en la tipografía de Bethencourt Padilla, el cuarto en La Orotava y el último en la imprenta Álvarez, de Santa Cruz.

## Orígenes
Nace con el propósito de restituir a la poesía de un nuevo sentido estético en sí mismo y la voluntad de alinearse a la cultura ultraísta.

## Vanguardias
El Ultraísmo se caracteriza por ser una suerte de conglomerado de tendencias donde convergen distintos movimientos como el Creacionismo, el Dadaísmo o el “Ramonismo” y que, al tiempo, está en estrecha relación con otras corrientes artísticas como el Futurismo, el Cubismo o el Expresionismo. De toda esta variada gama de colores existen múltiples ejemplos en la Revista. Así, del Futurismo, recoge el sentido cosmopolita, el culto a lo dinámico a las máquinas o al sentido deportivo de la vida. Del Ultraísmo y Futurismo, la expresiva distribución tipográfica, que brinda de mayor fuerza expresiva su producción poética. 
Ramón Gómez de la Serna, a modo de greguería, la define diciendo que: « La rosa de los vientos parece que lo resume todo. Algo como una apariencia de síntesis, como una fantasmagoría de la síntesis parece que hay en ella. Todos los vientos y todos los colores giran. La rosa de los vientos tiende por cada una de sus puntas a una dirección distinta, se va, se alarga, vuela, vive, señala ».

## Influencias
Para los integrantes de la Rosa de los Vientos, Luis de Góngora y Argote constituye el modelo clásico a seguir. Sin embargo es Ramón Gómez de la Serna, el guía próximo de la Revista, el precursor, la caja de resonancia de todos los ismos vanguardistas. Para ellos será "el Único Ramón". Más indirectamente, también reciben influencias de Juan Ramón Jiménez. Entre los polos del Creacionismo y el Gongorismo surgirán otros exponentes como Alberti, Lorca, Gerardo Diego o Dámaso Alonso que, con sus obras, dejarán su impronta en ellos. Ya fuera de España, otros autores referencia serán: Mallarmé, Valery, Rimkud, Apollinaire, Marinetti o Rainer María Rilke, entre muchos otros.

## Índices de los ejemplares

### Año 1, Número 1, abril, Tenerife 1927
Índice del número 1.
Ornamentación de Guezala y Casals (fuera de página).
Una hoja suelta en rojo: "Revistas jóvenes", por Ramón Gómez de la Serna ("El Sol", 14 de abril, Madrid).
"Cuento de Cotro cazador", por Juan Manuel Trujillo (páginas1-3).
"Onda corta", por Ernesto Pestana Nóbrega (pág. 3).
MUSICALIA: "Del oyente musical", por Leopoldo de Gorostiza.
"Óscar Esplá", por A[ngel] V [albuena] P[rat] (pág. 4).
CARACTERES: "De un pregón en la calle" (al Único Ramón), por J[uan] M[anuel] T[rujillo] (pág. 5).
FOLKLORE: "Romances tradicionales de Canarias". "Qué por aquí busca la niña", notas de A[gustín] E[spinosa] G[arcía] (páginas 6-7).
Antología Poética de Canarias, Fr. Andrés de Abreu (1647-1725): "Llegada de San Francisco de Asís", "Aparece un Ángel", "Amanecer" (DLIX), "Estando distante de sus hijos, les visita en un carro de fuego" (cc. XXV-cc. XXXIII), "Fray Andrés de Abreu, el pino y la estrella" (Juan Manuel y yo), por Leopoldo de la Rosa (pág. 8).
VIDAS PARALELAS: "Axores mudados", por Agustín Espinosa García (págs. 9-10).
PARERGA: "Glosas a la Odisea", por Ángel Valbuena Prat (pág. 11).
LO VIEJO Y LO NUEVO: "La famosa elección de académicos", por E. Serra (pág. 12).
Cartografía Poética: "Mi diosa" (soneto). (Ante la Venus de Milo. Louvre, 29-VIII, 28-V-925). De "Sonetos sacros y profanos, en preparación, y "Folíptico" (de "Foemas de cartón"), en prensa, por Ángel Valbuena Prat ; "Varita florecida", por Facundo F. Galván; "Escalera de caracol", por Julio de la Rosa; "Renacimiento", por Pancho China; "Tierra lejana" (a Dámaso Alonso), por Fernando González; "El corazón en el destierro", por Luis Benítez Inglott (págs. 13-14). 
FERIA DE LIBROS: Antonio y Manuel Machado (Madrid, 1927), "Juan de Mañara", por A. Valbuena.-F. J. Sánchez Cantón (Madrid, 1920), "San Francisco de Asís en la escultura española", por A [ngel] V [albuena].-Jules Romains, "Luciana" (trad. de Antonio Marichalar y José Bergamín, Bib. Nueva, Madrid, 19261, por J [uan] M [anuel] T [rujillo].-Saulo Torón, "El caracol encantado" versos) (M., 1926), por A [gustín] Espinosa.- Ángel Valbuena Prat (Madrid, 1927), "2 + 4", por A [gustín] Espinosa, páginas 15-18.
Tipografía: J. Bethencourt Padilla. Tenerife.
Hoja suelta: Índice de erratas.

### Año 1, Número 2, abril, Tenerife 1927
Introducción: 1627, (Fragmento de una carta de Góngora.) 1927(fuera de página). 
Redacción: Director, Carlos Pestana Nóbrega; Jefe de Redacción, Agustín Espinosa García; Secretario de Redacción, Juan Manuel Trujillo.
Índice del número 2 (fuera de página).
Correspondencia: Secretario de Redacción, Ruiz de Padrón, 9.
"Los gallos descompuestos", por Ramón Gómez de la Serna (páginas 1-2).
CARTOGRAFÍA POÉTICA : "Scherzo de primavera en España" (a León Felipe), por Luis Benítez Inglott (Deauville, 1924) ; "Tu voz" (a Claudio de la Torre), por Félix Delgado (mayo y en la isla de Gran Canaria) ; "Caracol", por Fernando González; "La rosa de los vientos", por Rafael Navarro (Las Palmas, 6-V-27) (de "El Liberal") ; "XXVII" (del "Tratado de las tardes nuevas"), por Julio de la Rosa; "Alba postrera" (de "El caracol encantado" ), por Saulo Torón (págs. 3-4).
CALENDARIO DE "LA ROSA DE LOS VIENTOS' (hoja suelta): 1. De Norka Rouskaya; 2. De las "Veladas literarias (sic), en Tenerife", por Carlos Fernández del Castillo.
DE ESTÉTICA: “Sobre El ángulo recto del cubismo”, por Juan Rodríguez Doreste (pág. 5).
VIDAS PARALELAS. '-Escaparates polifémicos", por Agustín Espinosa García (págs. 6-7).
ANTOLOGÍA DE LUIS DE GÓNGORA: "La dama cubista", "De cañas y toros", "Una letrilla", "Un romance", "De Soledades", "De Polifemo" (págs. 8-9).
PARERGA: "Centenarios": "Centenarios del viento", "Centenarios del hielo", 1827-1927, Bethoveen; "Centenarios del fuego", 1627-1927, Góngora, por Ángel Valbuena Prat (pág. 10).
CARACTERES: "De don Luis de Góngora, en el retorno de su hora poética", por A[gustín ] E\ spinosa] G[arcía] (págs. 11-12).
FOLKLORE: "Romances tradicionales de Canarias". IV : (Sildana), notas de A [gustin] E [spinosa] G [arcía] (pág. 13).
LO VIEJO Y LO NUEVO: "La Prosapia", por E[lías] Serra (pág 14) . 
"Fray Andrés de Abreu. De su vida", por Leopoldo de la Rosa (pág. 14).
"Los 2, tragedia erótica", por Eduardo Westerdahl (pág. 15).
FERIA DE LIBROS: Ramón Gómez de la Serna, "Gollerías", por J [uan] M [anuel] T [rujillo].- Ángel Valbuena Prat, "Hacia Don Juan" (comedia irrepresentable) , "2 + 4", por J [uan] M [anuel] T [rujillo].- Ramón Gómez de la Serna, "El torero Caracho". Góngora, "Soledades" (ed. "Rev. Occidente", Dámaso Alonso), por A [ngel] Valbuena.-Juan Rodríguez Doreste, "Bosquejo de la Pintura del siglo XX", por Ernesto Pestana Nóbrega (págs. 16-18).

### Año 1, Número 3, abril, Tenerife 1927
Redacción: "La Rosa de los Vientos", revista mensual.
Editorial: Agustín Espinosa García, Juan Manuel Trujillo, Carlos Fernández del Castillo.
Correspondencia de redacción: "La Rosa de los Vientos”,: Ruíz de Padrón, 9. Correspondencia administrativa: "La Rosa de los Vientos", Ruiz de Padrón, 9, Santa Cruz de Tenerife (Canarias) (fuera de página).
Índice del núm. 3.
CARACTERES: "En torno a Goya" (a R [afael] Navarro, que espiga en la misma miés) , por Juan Rodríguez Doreste (págs. 1-2).
Cristóbal González Cabrera; "Cuevas de la Atalaya" (a Rafael O'Shanahan) , por R [afael] Navarro (pág. 2).
PARERGA: "Comentarios de un viaje a Granada", por Ángel Valbuena Prat (Madrid, 24, VI, 927) (pág. 3).
"Cuento de la grúa, el delfín y el guardamuelle", por Juan Manuel Trujillo (en la isla de Tenerife y en mayo) (págs. 4-5).
GUADIANA POÉTICO (continuación): "A miss River, en primavera, deslumbrada de sol y de mar atlánticos", por Félix Delgado (Gran Canaria, primavera, 1927) (pág. 5).
"Colón, gitano", por E. Serra (págs. 6-7).
GUADIANA POÉTICO (continuación): "Uno, dos y tres poemas", por Pedro Perdomo Acedo (Isla de Gran Canaria); "Tarde nueva, el molino", por Julio de la Rosa (Tratado de las tardes nuevas); "Caminito anochecido", por Félix Poggio (Isla de La Palma) (pág-7)
VIDAS PARALELAS: Eses españolas: La S de Castilla (a Pedro Sánchez Sevilla, labrador salmantino) ; "La S de Canarias" (a Agustín Millares Carlo, labrador de Las Palmas), por Agustín Espinosa García (págs. 8-9).
FOLKLORE (supuesto prólogo para un presunto libro sobre motivos regionales canarios), por F. R. T. (págs. 10-13). 
"Romances tradicionales de Canarias" (V) , "Mañanita de San Juan" (pág. 13).
MUSICALIA: "La música nueva", por Ramón Gómez de la Serna (pág. 14).
GUADIANA POÉTICO (continuación): "Dos poemas", por José Jurado Morales (Barcelona) (pág. 14). 
GUADIANA POÉTICO (desembocadura) : "Agua y gris", por Ángel VaIbuena (16-V-927) ; "A Milosz" (en París, rue de Choiseul), por Luis Benítez Inglott (pág. 15).
“Centenanario de Albar-Núñez” (8 líneas sin firma) (pág. 15).
FERIA DE LIBROS: Ramón Gómez de la Serna, "Antonio Ruiz" (la vida extraordinaria del campeón de Europa, Madrid, 1927), por A rgustín] E[spinosa] Grarcía] .-E. Giménez Caballero, "Los toros, las castañuelas y la Virgen" (Editorial Caro Raggio, Madrid 1927), por J [uan] M [anuel] T [rujillo].- Miguel Sarmiento "Lo que fui" (recuerdos de mis primeros años, 1927) (Las Palmas, Imp. Islas), "Notas líricas a un libro lírico", por C. González Cabrera.-Augusto L. Meyer, "La pintura española" (traducción de M. Sánchez Sarto, Barcelona-Buenos Aires, 1926, Colección Labor), por A [ngel] Valbuena (págs. 16-18) .
Fe de erratas (pág. 18).

### Año 1, Número 4, abril, Tenerife 1927
"Notas sobre las cítaras" (hoja suelta).
Redacción: "La Rosa de los Vientos", revista mensual.
Editorial: Agustín Espinosa García, Juan Manuel Trujillo, Ernesto Pestana Nóbrega.
Correspondencia de redacción: "La Rosa de los Vientos", Ruiz de Padrón, 9, Santa Cruz de Tenerife, Canarias (pág. 1).
Índice del núm. 4.
Biología de un paréntesis (LA ROSA DE LOS VIENTOS, reseña el anisocronismo de su sonrisa marina, en el calendario de 1927, (sin firma) (págs. 3-4).
FOLKLORE: "Romancero de Canarias" (VI) "En tierras del rey de España"; (VII), "Echando velas al tiempo", (y VIII), "El día de la Asunción". Notas de Agustín Espinosa (págs. 5-6). "Otra vez, la ciudad", por Emeterio Gutiérrez Albelo (poema) (pág. 6)
"Poemas 1, 2, 3 y 4", por Agustín Miranda Junco (pág. 7).
ANTOLOGÍA DE FÉLIX DELGADO: "Invierno", "Lejanía", "Mar en la orilla y en la altura", "Índice de las horas felices" (1927).
(Resumen bio-bibliográfico del poeta y notas) (págs. 8-9).
"Cartón puro", por Ángel Valbuena Prat (poema) (pág. 10).
"La caja de conchas", por Ramón Gómez de la Serna (prosa) (páginas 10-11).
"El estudiante", por Juan Trujillo (noviembre) (págs. 11-13).
"Tres mares”, calendario, por Juan Trujillo (pág. 14).
"Juan Gris", por Ernesto Pestana Nóbrega (pág. 15).
"Goya", por Juan Rodríguez Doreste (Isla de Gran Canaria, en julio) (págs. 15-17).
"Saulo Torón", por Ángel Valbuena Prat (Madrid, 21-VII-1926) (páginas 17-18).
"Grandes maestros", por Elías Serra (págs. 18-19).
"1557-1927 decenarios", por Agustín Espinosa (pág. 19).
LIBROS: José Ortega Gasset : "Espíritu de la letra" ("Revista de Occidente", Madrid, 1927) ; Ramón Gómez de la Serna : "Seis falsas novelas. Rusa, china, tártara, negra y americana" (Agencia Mundial de Librería, París, Madrid, Lisboa, 1927) ; Frans Roh: "Realismo mágico" ("Revista de Occidente", Madrid, 19271, por Juan Truji1lo.-E. Gómez Carrillo: "La nueva literatura francesa". Poesía, teatro, novela, prensa. Editorial Mundo Latino, Madrid, 1927, por Agustín Espinosa (reseñas) (pág. 20).

### Año 1, Número 5, abril, Tenerife 1927
Portada: LA ROSA DE LOS VIENTOS.
Contraportada: "La Rosa de los Vientos", revista mensual, bajo la dirección de Agustín Espinosa García, Juan Manuel Trujillo, Ernesto Pestana Nóbrega.
Ruiz de Padrón, 9, Santa Cruz de Tenerife (Canarias). Imprenta Álvarez. Año II, número 5, enero 1928. Precio- 1 peseta.
Índice del núm. 5.
POEMAS: números 1, 2, 3, 4 y 5, por Agustín Miranda Junco (págs. 1-3) ; 6, por Fernando González (pág. 3) ; 7, por Pedro Perdomo Acedo (pág. 4) ; 8, por R[afael] Navarro (págs. 4-5) ; 9, por J [osé] Pérez Vida1 (pág. 5).
NEUE GEDICHTE (fragmento, con motivo del primer centenario de la muerte de Rainer María Rilke publicamos estos fragmentos de Neue Gedichte. La traducción ha sido hecha expresamente para esta revista por Abelardo Moralejo, catedrático de Lengua y Literatura Latinas, en Santiago de Compostela).
"La pantera", "Canción de amor", "El rey", por Rainer María Rilke (pág. 6-7).
"Greguería", por Ramón Gmez de la Serna (pág. 7).
TRES CORREDORES DE LOS JUEGOS APOLINEOS ANDALUCES: "Jiménez, Alberti y Lorca", por Agustín Espinosa García (págs. 8-9).
"Maruja Mallo", por Ernesto Pestana Nóbrega (págs. 9-11).
"Hacia Don Juan" MoZiere, por Ángel Valbuena Prat (páginas 12-14).
LA MESA DE LECTURAS: Pío Baroja : "Las máscaras sangrientas", Ed. Caro Raggio, Madrid, 1927.-Josefina de la Torre : "Versos y estampas". Octavo suplemento de "Litoral", Málaga, 1927.-Agustín Miranda: "Tío vivo para las vacaciones". manuscrito, Gran Canaria, 1928.-Carlos Perrault : "Cuentos de viejas", trad. de Ignacio Bauer, Editorial Ibero-africano-americana, Madrid: por Juan Manuel Trujillo (págs. 15-16).